# Nicolas-Eustache Maurin
Nicolas-Eustache Maurin (* 6. März 1799 in Perpignan, Département Pyrénées-Orientales; † 1850 in Paris) war ein französischer Lithograf und Kupferstecher.

## Leben und Wirken
Maurin war der jüngere Sohn des Malers Pierre Maurin; sein älterer Bruder war der Maler Antoine Maurin (1793–1860). 
Seinen ersten künstlerischen Unterricht erfuhr Maurin im Atelier seines Vaters. Mit dessen Unterstützung wurden 1833 erstmals zwei seiner Werke zur großen Ausstellung des Salon de Paris angenommen. In den Jahren 1834 und 1835 konnte Maurin ebenfalls an diesen jährlich stattfindenden Ausstellungen teilnehmen. 

## Rezeption
Maurins erotische Bilder wurden schnell zum „Stadtgespräch“ und fanden von Anfang an Sammler. Seine Illustrationen für belletristische Werke waren ebenso beliebt, wie auch seine zahlreichen Porträts.

## Werke (Auswahl)

### Porträts
- Der polnische General Ludwik Michał Pac (1832)
- Der polnische General Józef Dwernicki (1833)
- Der französische Anatom und Chirurg Gilbert Breschet, 1784–1845[1] (1834)
- Der französische Politiker Jean-Jacques Régis de Cambacérès (um 1835)

### Buchillustrationen
- Victor Hugo: Notre-Dame de Paris (Paris 1831)
- Johann Wolfgang von Goethe: Faust. Une tragédie (Paris 1838)
- Juste de Bourmancé (Hrsg.): Cent jours de la vie d'un grand homme (zusammen mit Victor Adam, Paris 1841)

## Schüler
- Henri Regnault (1843–1871)